# Graben, Bern
Graben är en ort och kommun i distriktet Oberaargau i kantonen Bern, Schweiz. Kommunen har 333 invånare (2023).